# Muć
Muć község Horvátországban Split-Dalmácia megyében. Muć eredetileg egy település volt, de a második világháború után Muć Gornji és Muć Donji részekre vált szét. Muć régi elnevezése Zmina volt és ma újra kezd visszakerülni a köztudatba ez a régi elnevezés. Zmina a dalmát Zagora és a középkori horvát Dalmácia központi települése, a horvát államiság egyik bölcsője volt. 

## Fekvése
Split központjától légvonalban 20, közúton 33 km-re északra, a Dalmát Zagora központi részén, a 806 méteres Moseć-hegy és a Svilaja-hegység (legmagasabb pontja 1508 méter) között fekszik. Időjárási viszonyai szélsőségesek. A tél csapadékos és hideg, gyakran -10 °C alatti, a nyár pedig kifejezetten forró, gyakran 38 °C feletti hőmérséklettel. A község talaja nagyrészt köves, sziklás, kisebb területű termőtalajjal, mely a Neorićtól Donje Postinjéig húzódó Mućko polje területére terjed ki. A községközpont Donji Mućon található.

## A község települései
Közigazgatásilag Bračević, Crivac, Donje Ogorje, Donje Postinje, Donji Muć, Gizdavac, Gornje Ogorje, Gornje Postinje, Gornji Muć, Mala Milešina, Neorić, Pribude, Radunić, Ramljane, Sutina, Velika Milešina és Zelovo települések tartoznak hozzá.

## Története
A község területe bővelkedik régészeti leletekben, különösen a legrégibb horvát történelemre vonatkozóan. Muć régi Zmina (Smina) elnevezése már 1078. április 16-án feltűnik – akkor még várként – Zvonimir király egyik oklevelében. Zmina vára a tizenegy ősi horvát zsupánság egyikének székhelye volt. Muć település azonban ennél legalább kétszáz évvel régebbi, amit a Branimir fejedelem idejében a 9. században emelt gornji mući Szent Péter templom kőbe vésett felirata bizonyít. Zmina neve 1083-ban is említésre kerül Zvonimir király egy adománylevelében, melyben a spliti érsekségnek a Zmina nevű helyen birtokot adományoz („teritorium in loco, qui Smina nuncupatur, illud quidem, quod Conustina niminatur“). A szövegben Conustina a ma Klisszához tartozó Konjsko falunak felel meg. 1185-ben Klissza, Livno, Cetina , Mosor és Poljica mellett a zminai plébániát is megemlítik. A török érkezésével a térség korábbi fejlődése megakadt. Neorić várának eleste után 1538-ban Zmina százötven évig török uralom alatt maradt. Az új hatalommal új lakosság is érkezett a településre. Bár valószínű, hogy a régi lakosság egy része is itt maradt, a jövevények kerültek többségbe. Ők adták a település új Muć nevét is, mely név a Boszniai szandzsák 1528-as összeírásában bukkan fel először. A török kiűzése után a település elveszítette korábbi jelentőségét. 1682-ben Cosmi spliti érsek csak a territóriumok között említi, míg a korábban vele egyenrangú Klissza, Cetina, Poljica és Livno „comitatus”, azaz grófságként szerepel. A 18. század elejétől a korábbi Zmina helyett már a Muć név marad használatban. 1797-ben a Velencei Köztársaság megszűnésével a település a Habsburg Birodalom része lett. 1806-ban Napóleon csapatai foglalták el és 1813-ig francia uralom alatt állt. Napóleon bukása után ismét Habsburg uralom következett, mely az első világháború végéig tartott. A falunak 1857-ben 5802, 1910-ben 8048 lakosa volt. Az első világháború után rövid ideig az Olasz Királyság, ezután a Szerb-Horvát-Szlovén Királyság, majd Jugoszlávia része lett. A második világháború idején olasz csapatok szállták meg. A háború után a település a szocialista Jugoszlávia része lett. A II. világháború után az addig egységes Muć helyett a Gornji Muć és Donji Muć került használatba. Lakossága 2011-ben 3882 fő volt. A községközpontnak alapiskolája, óvodája, önkéntes tűzoltóegylete, orvosi rendelője, három boltja és négy vendéglátó egysége van. 

## Lakosság
| Lakosság változása | Lakosság változása | Lakosság változása | Lakosság változása | Lakosság változása | Lakosság változása | Lakosság változása | Lakosság változása | Lakosság változása | Lakosság változása | Lakosság változása | Lakosság változása | Lakosság változása | Lakosság változása | Lakosság változása | Lakosság változása |
| ------------------ | ------------------ | ------------------ | ------------------ | ------------------ | ------------------ | ------------------ | ------------------ | ------------------ | ------------------ | ------------------ | ------------------ | ------------------ | ------------------ | ------------------ | ------------------ |
| 1857               | 1869               | 1880               | 1890               | 1900               | 1910               | 1921               | 1931               | 1948               | 1953               | 1961               | 1971               | 1981               | 1991               | 2001               | 2011               |
| 5.802              | 5.999              | 6.200              | 6.641              | 7.373              | 8.048              | 8.038              | 9.263              | 8.714              | 8.623              | 8.012              | 7.319              | 5.887              | 4.676              | 4.074              | 3.882              |

## Nevezetességei
Gornji Muć Szent Péter apostol tiszteletére szentelt római katolikus plébániatemploma nagyon régi, 9. századi eredetű. Az oltár elő építményébe a felszentelés 888-as dátuma van bevésve. Ennek előzménye volt VIII. János pápa 879. június 7-én kelt, „kedves fiunknak Branimirnek”, Teodosius horvát püspöknek, a horvát papságnak és a horvát népnek címzett oklevele, melyben megerősíti és védelme alá helyezi az újjászervezett horvát társadalmi rendet. Ez a dátum a horvát államiság első nemzetközi elismerése, a mai Horvát Köztársaságban a horvát diplomácia napja. A pápa afelett érzett elégedettségében, hogy a horvát nép visszatért a római egyház oltalma alá Branimir fejedelem 879. május 21-én a Szent Péter templomban hozzá intézett kérésére megáldotta fejedelmet, a horvát népet és a horvát államot, egyúttal Branimirt törvényes uralkodónak ismerte el.

## Gazdaság
A község gazdasága gyengén fejlett. Az utóbbi években a Muć központjában levő korábbi autóalkatrész üzem újraindult és a gazdasági válság recessziója után várható az ipari fellendülés az erre a célra kijelölt Priske 0, Priske I. és Priske II. ipari övezetekben. A terület fejlesztésének alapja az infrastruktúra. A község minden útja aszfaltozott, de még mindig nincsen vízellátás valamennyi háztartásban. Az EU-csatlakozásig ez túl sokba került volna. Csatornahálózat nincs. Nincsenek járdák sem, emiatt a közúti közlekedés kockázatokkal jár. A telefon és a széles sávú internet az egész községre kiterjed. 

## Oktatás
A község területén három alapiskola található, melyek közül a községközpont iskolája Branimir fejedelem nevét viseli. Rajta kívül a neorići "Neorić-Sutina" alapiskola és a vrbai "braća Radić" alapiskola működik.

## Kultúra
A KUD "Branimir 888" Muć kulturális és művészeti egyesületet a község népi hagyományainak, népszokásainak ápolására alapították. Már hosszú évek óta működik és 1998-ban vette fel Branimir fejedelem nevét, aki a község Szűz Mária templomát 888-ban építtette. Az egyesület több mint 150, különböző korú  tagot számlál, akik több szekcióban működnek. Az egyesületnek folklór együttese, gyermek folklór csoportja, énekkara és hagyományos népi zenekara is van. A folklór együttest a neves horvát koreográfus Branko Šegović vezeti. Az egyesület rendszeres résztvevője a metkovići "Na Neretvu misečina pala" dalmát folklór fesztiválnak és más hasonló rendezvényeknek, mint a "Vinkovačkih jeseni", a "Đakovačkih vezova", a "Brodskog kola" és mások. Az együttes fellépett külföldön is, különösen Németországban, Lengyelországban, Macedóniában és a szomszédos Bosznia-Hercegovinában. Az egyesület a rendezője a "Stara je škrinja otvorena" folklór fesztiválnak, ahol minden év júniusában megtartják a horvát kultúra seregszemléjét.

## Fordítás
Ez a szócikk részben vagy egészben  a   Muć című horvát Wikipédia-szócikk ezen változatának fordításán alapul.  Az eredeti cikk szerkesztőit annak laptörténete sorolja fel. Ez a jelzés csupán a megfogalmazás eredetét és a szerzői jogokat jelzi, nem szolgál a cikkben szereplő információk forrásmegjelöléseként.